# Левитин, Исидор Борисович
Исидор Борисович Леви́тин (1907—1976) — советский инженер-электрик, специалист по инфракрасной технике. Лауреат Сталинской премии.

## Биография
Родился в 1907 году. Работал в ГОИ имени С. И. Вавилова (во время войны — в эвакуации в Йошкар-Оле) и Военно-морской академии кораблестроения и вооружения имени А. Н. Крылова.
В 1930-е годы преподавал в Ленинградском институте охраны труда ВЦСПС.
Кандидат технических наук, доцент, инженер-полковник.
Умер в 1976 году. Похоронен в Ленинграде на кладбище Памяти жертв 9-го января.

## Награды и премии
- Сталинская премия II степени (10 апреля 1942) — за изобретение метода маскировки

## Публикации
- Параболические прожекторы / И. Б. Левитин; под ред. проф. В. В. Новикова. — Л. ; М. : ОНТИ НКТП СССР. Гл. ред. энергет. лит., 1936. — 216 с. : ил.
- Левитин, Исидор Борисович. Маскировочное окрашивание надводных кораблей [Текст]. — Москва ; Ленинград : Военмориздат, 1940 (Ленинград). — 98 с.
- Диэлектрические материалы [Текст] : Учеб. пособие по курсу «Электротехн. и радиотехн. материалы» / И. Б. Левитин, Т. Е. Харламова ; М-во высш. и сред. спец. образования РСФСР. Сев.-зап. заоч. политехн. ин-т. — Ленинград : СЗПИ, 1977. — 82 с. : граф.; 21 см.
- Судовая светотехника [Текст] / И. Б. Левитин, А. С. Леонтьев. — Ленинград : Судпромгиз, 1963. — 301 с. : ил.; 22 см.
- Инфракрасная фотография [Текст] / Канд. техн. наук, доц., инж.-полк. И. Б. Левитин ; Воен.-мор. акад. кораблестроения и вооружения им. А. Н. Крылова. — Ленинград : [б. и.], 1955. — 237 с., 5 л. ил. : ил.; 22 см.
- Техника инфракрасных излучений [Текст] / И. Б. Левитин. — М. ; Л. : Госэнергоиздат, 1959. — 79, [1] с.
- Инфракрасная техника [Текст] / И. Б. Левитин. — Л. : Энергия. Ленингр. отд-ние, 1973. — 157 с. : ил.
- Применение инфракрасной техники в народном хозяйстве / И. Б. Левитин, 264 с. ил. 22 см, Л. Энергоиздат Ленингр. отд-ние 1981